# Euphorbia kozlovii
Euphorbia kozlovii — вид рослин із родини молочайних (Euphorbiaceae), зростає у Монголії й північному Китаї.

## Опис
Це прямовисна трава заввишки 15–20 см. Кореневище 7–12 см × 3–5 мм, небагато розгалужене. Стебла від 1 до кількох, у товщину 3–5 мм, гладкі та голі. Листки чергуються; прилистки відсутні; ніжка листка ± відсутня; листова пластинка від еліптичної до яйцювато-еліптичної, 20–40 × 3–5 мм; основа клиноподібна або округла, край цілий або неправильно зубчастий, вершина тупа. Суцвіття — складний несправжній зонтик. Квітки жовті. Період цвітіння й плодоношення: травень — серпень. Коробочки кулясті або яйцювато-кулясті, 4–5 × 3.5–4 мм, гладкі, голі. Насіння яйцювате, ≈ 4 × 2.5–3 мм.

## Поширення
Зростає у Монголії й північному Китаї. Населяє піщані пустелі.